# Gordon (Contea di Douglas, Wisconsin)
Gordon è un comune degli Stati Uniti, situato in Wisconsin, nella Contea di Douglas.